# John La Farge
John La Farge (New York, 31 marzo 1835 – Providence, 14 novembre 1910) è stato un pittore e scrittore statunitense di origini francesi.
I dipinti di La Farge lo rendono uno dei primi artisti statunitensi ad adottare elementi stilistici derivati dalla pittura paesaggistica francese ottocentesca e di stampo progressista e fra i primi ad ispirarsi alle stampe giapponesi. Egli si guadagnò anche una reputazione internazionale in qualità di artista del vetro e, assieme a Louis Comfort Tiffany, riuscì a rivoluzionare l'aspetto delle vetrate negli USA.

## Biografia

### La gioventù
La Farge nacque a New York da ricchi genitori francesi e divenne bilingue. Quando era bambino, lui e i suoi fratelli pubblicarono una rivista artigianale in lingua francese intitolata Le Chinois. Si interessò all'arte durante il periodo in cui studiò alla Mount St. Mary's University, nel Maryland, e al St. John's College (oggi Fordham University) di New York. Sebbene volesse inizialmente studiare legge, La Farge decise di dedicarsi all'arte nel 1856, durante una visita a Parigi. Stimolato dai fermenti artistici che imperversavano nella capitale francese, studiò con Thomas Couture, conobbe importanti letterati e scoprì l'arte dei preraffaeliti, che eserciterà un'influenza significativa sulla sua arte. La Farge studiò anche con il pittore William Morris Hunt a Newport (Rhode Island).

### Carriera artistica

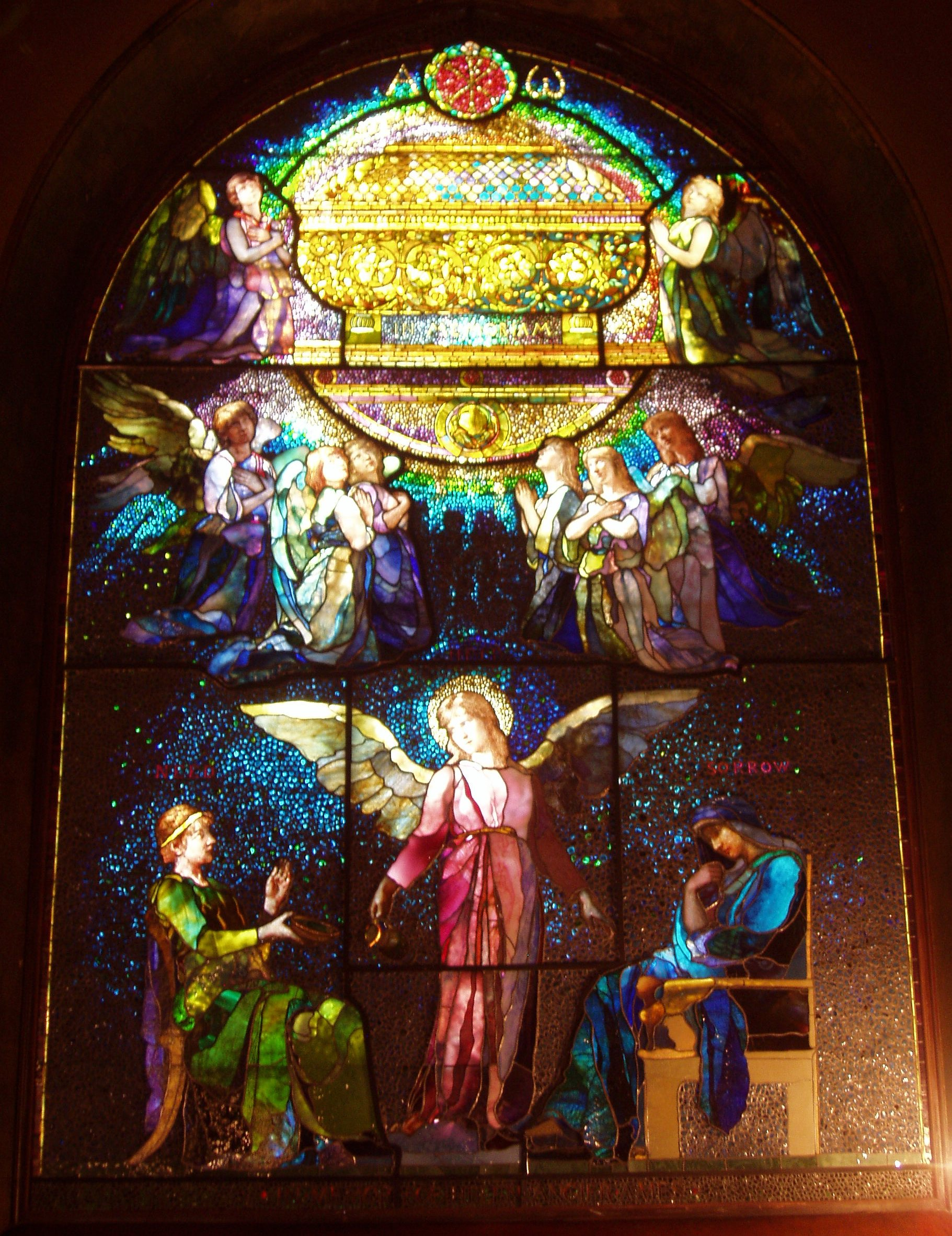
Angel of Help (1886) presso la Unity Church di North Easton

I primi disegni e paesaggi di La Farge risalgono al periodo di studi a Newport. Molti di questi sono dedicati a temi mitologici e religiosi e vennero realizzati in una foresta di Rhode Island che egli definiva "Il Bosco Sacro", un nome ripreso dalla letteratura di Virgilio. Tra il 1859 e il 1870, La Farge illustrò l'Enoch Arden di Alfred Tennyson e Men and Women di Robert Browning lavorando anche alle illustrazioni di riviste per bambini con l'incisore Henry Marsh. Negli anni settanta dell'Ottocento, La Farge iniziò a decorare murali di edifici pubblici e chiese che lo renderanno famoso fra cui la Trinity Church di Boston (1873), la pala d'altare nella Church of the Ascension e la St. Paul's Chapel di New York. Sue sono anche le decorazioni nelle case di William Watts Sherman e Cornelius Vanderbilt II nonché gli interni dello Union League Club di New York. Nel 1886 visitò il Giappone con Henry Adams e, fra il 1890 e il 1891, varie isole dei Mari del Sud e del Pacifico come Tahiti le Figi e le Hawaii. In questi anni riuscì a dipingere un vulcano attivo. I viaggi di La Farge sono narrati nel suo libro, Reminiscences of the South Sea e nelle lettere di Adams. Nel 1892, La Farge fu assunto in qualità di istruttore presso le Metropolitan Museum of Art Schools di New York. Fu anche presidente alla National Society of Mural Painters dal 1899 al 1904. All'età di 71 anni, creò quattro grandi lunette che rappresentano la storia della legge oggi collocate al Campidoglio di St. Paul. Durante la sua vita, La Farge scrisse diversi libri fra cui Considerations on Painting (1895), An Artist’s Letters from Japan (1897) e The Higher Life in Art (1908).  L'artista morì nel 1910 a Providence, Rhode Island.

## Vita privata
La Farge sposò il 15 ottobre 1860 Margaret Mason Perry, appartenente a una antica famiglia, discendente da William Brewster, uno dei passeggeri del Mayflower. Insieme ebbero otto figli, tra i quali l'architetto Christopher Grant La Farge, noto per i suoi edifici in stile Beaux-Arts, e il pittore Bancel La Farge. Suoi nipoti, figli di Christopher Grant, furono Oliver La Farge, famoso antropologo e scrittore, e Christopher La Farge, poeta e romanziere. 

## Galleria d'immagini

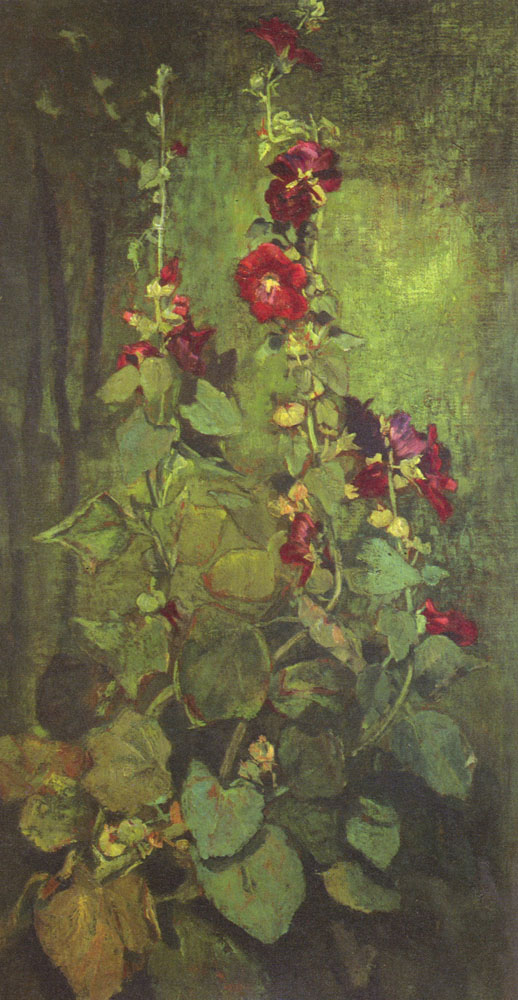
Agathon to Erosanthe (1861)
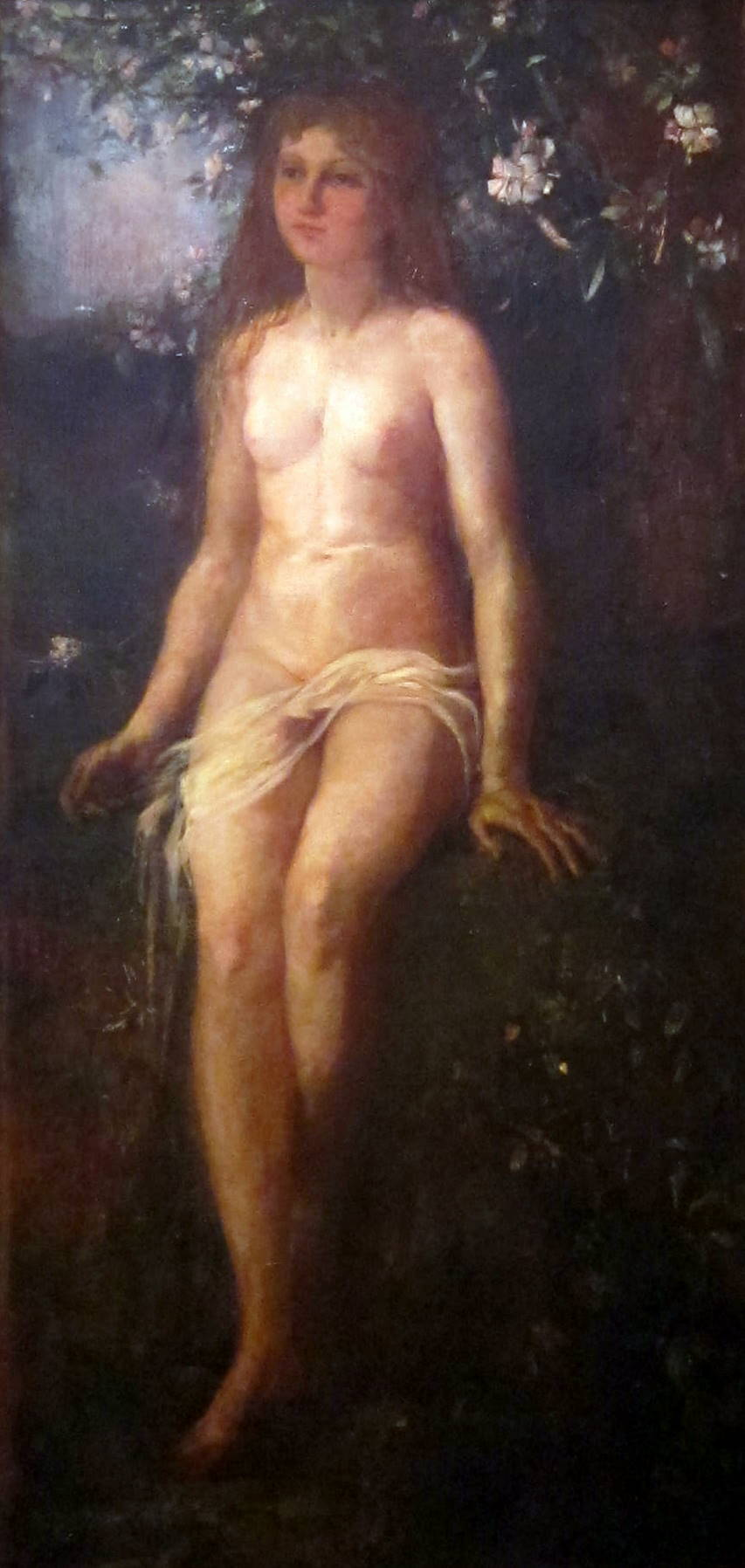
The Golden Age (1878)
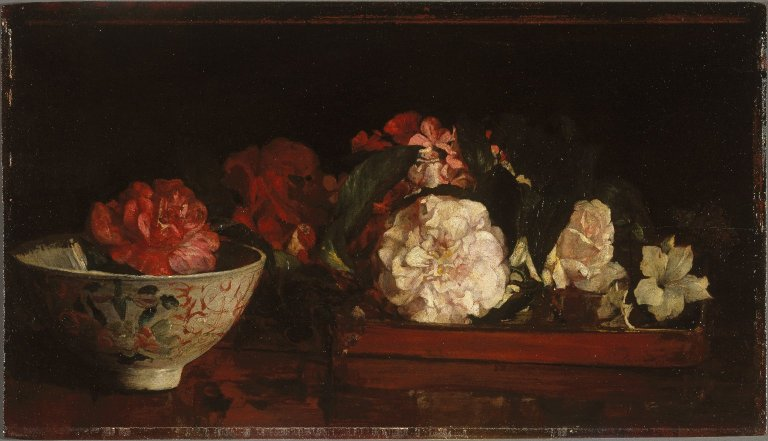
Flowers on a Japanese Tray on a Mahogany Table (1879)
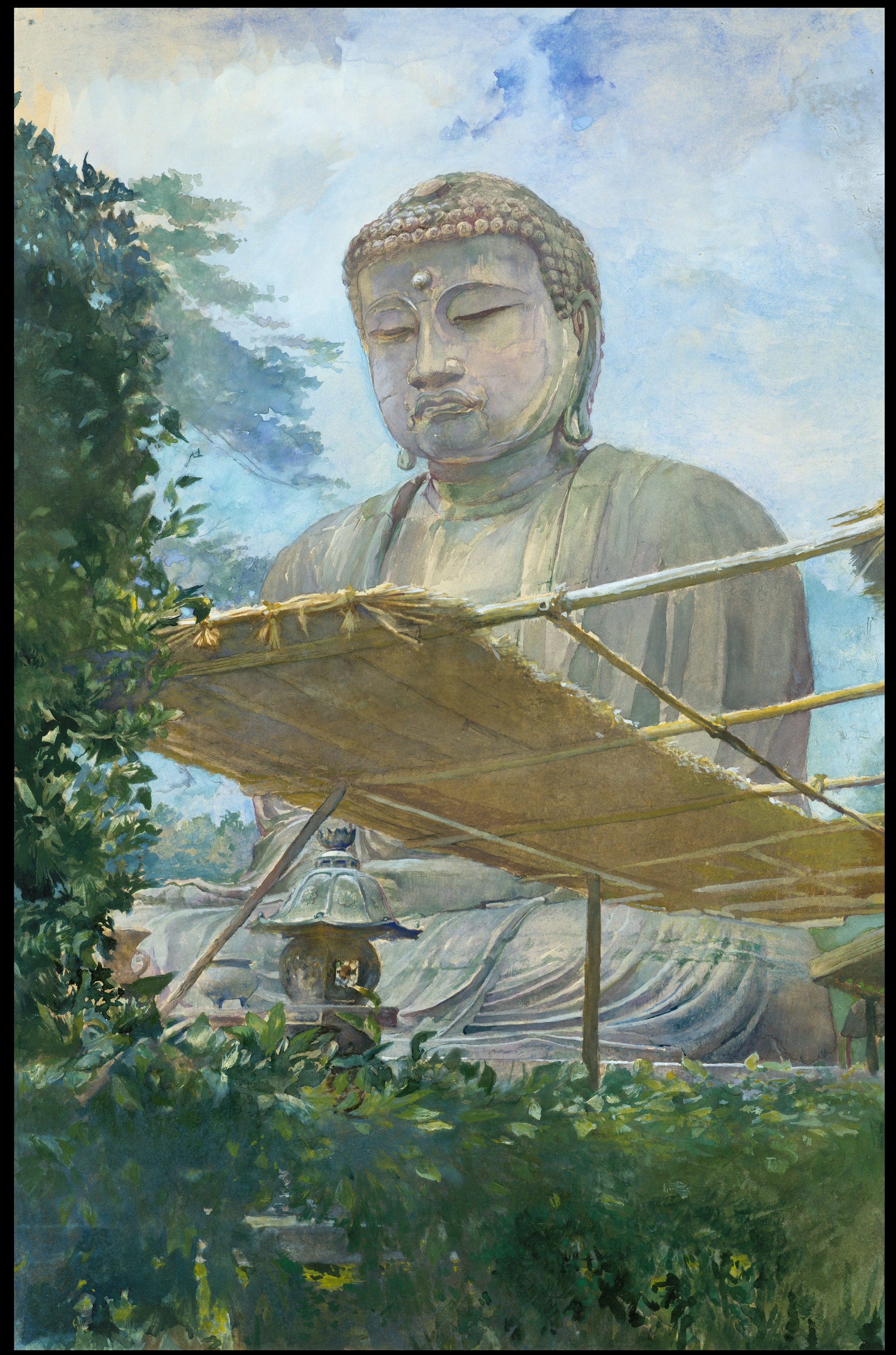
The Great Statue of Amida Buddha at Kamakura (1887)
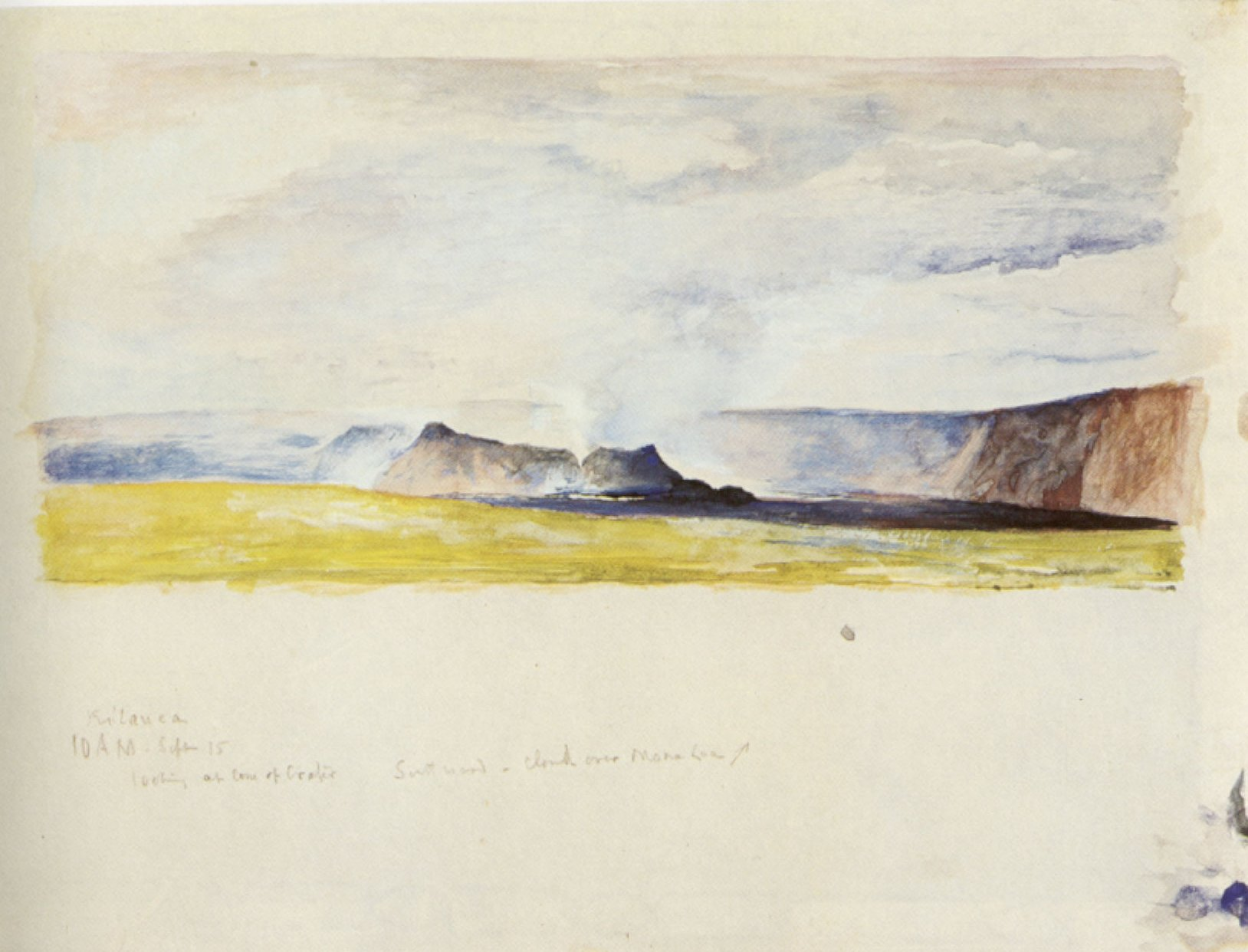
Kilauea, Looking at Cone of Crater (1890)

## Opere (elenco parziale)
- Considerations on Painting , 1895
- An Artist's Letters from Japan, 1897
- Hokusai: a talk about Japanese painting, 1897
- The Higher Life in Art, 1908
- Reminiscences of the South Seas, 1912
- The Gospel Story in Art, 1913